# إذاعة نداء الإسلام
إذاعة نداء الإسلام هي إذاعة سعودية تبث من مكة المكرمة، تابعة لهيئة الإذاعة والتلفزيون السعودية، بدأت البث في 7 ذو الحجة 1381 هـ الموافق 11 مايو 1962م، وكانت تسمى سابقًا إذاعة صوت الإسلام، واستبدل مسماها إلى إذاعة نداء الإسلام في يوم الأربعاء 8 ذو الحجة 1390 هـ الموافق فبراير 1971م.
تهدف الإذاعة إلى التعريف بالإسلام ومبادئه وبث التوعية الإسلامية إضافة إلى محاربة التيّارات والأفكار المتطرفة التي تسعى إلى تشويه صورة الإسلام.

## تاريخ الإذاعة
تأسست إذاعة نداء الإسلام في 11 مايو 1962 بمسمى إذاعة صوت الإسلام من مكة المكرمة، وفي فبراير 1971 تم تحويل مسمى الإذاعة إلى إذاعة نداء الإسلام من مكة المكرمة. كان البث لا يتجاوز 90 دقيقة يُقتطع من البث الرئيس لإذاعة جدة وهي الفترة بين صلاتي المغرب والعشاء، ويتضمن البث نقل آذان صلاتي المغرب والعشاء من المسجد الحرام، باستثناء يوم الجمعة حيث يبدأ البث من الحادية عشرة صباحا إلى نهاية صلاة الجمعة يتم خلالها نقل خطبة وصلاة الجمعة من المسجد الحرام، أما في رمضان وموسم الحج يتم إضافة فترة زمنية للبث تبدأ من الرابعة أو الثالثة فجرا حسب موعد صلاة الفجر من مكة المكرمة وتستمر حتى نهاية نقل الصلاة. وفي 1982 تم تحديد البث بأربع ساعات يومياً على فترتين الأولى تبدأ عند الساعة الرابعة فجرا وتنتهي في السادسة، والثانية تبدأ عند السادسة مساء وتنتهي في الثامنة ليلا، وفي 2010 تم تمديد فترة البث إلى 12 ساعة يوميا.